# Byzantinische Buchmalerei
Die byzantinische Buchmalerei entwickelte sich aus der Buchmalerei der Spätantike und setzte diese unmittelbar fort. Mit dem Fall Konstantinopels 1453 gingen das Byzantinische Reich und mit ihm seine Kunst unter.

## Historische Bedingungen

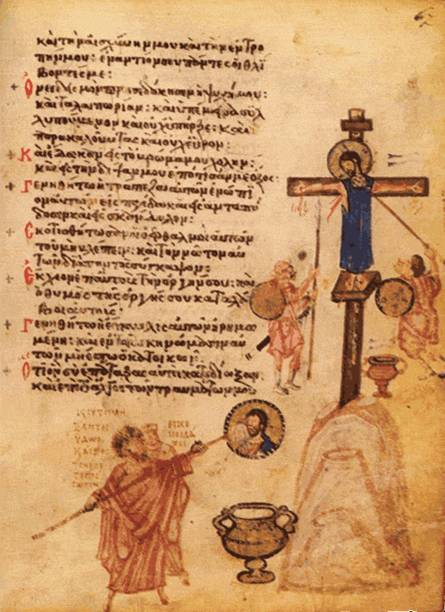
Chludow-Psalter (zwischen 780 und 815). Ein Soldat reicht Christus Essig in einem Schwamm an einer Stange, davor eine Karikatur des letzten ikonoklastischen Patriarchen von Konstantinopel, Johannes VII. Grammatikos, der ein Christus-Bild mit einem ähnlichen Schwamm an einer Stange auswischt.

Das christlich und seit dem 7. Jahrhundert griechisch geprägte Staatswesen Byzanz wurde kulturell wie politisch völlig von seiner 324/330 gegründeten Metropole Konstantinopel dominiert, wo der kaiserliche Hof der wichtigste Auftraggeber war.
Anders als in West- und Mitteleuropa führte die byzantinische Kunst das antike Erbe des ehemaligen Oströmischen Reichs bis zu seinem Ende im 15. Jahrhundert ohne Unterbrechung traditionsbewusst fort, wenn auch mit Wellen der Erneuerung. Einen wichtigen Einschnitt für die Kunst bedeutete der byzantinische Bilderstreit, der zwischen 726 und 843 den religiösen Bilderkult unterband, ehe die byzantinische Kunst vom neunten bis ins elfte Jahrhundert eine neue Blüte erlebte. Verglichen mit der Vielzahl der Stile und Epochen der westlichen Buchmalerei ist die byzantinische trotz dieses vorübergehenden Bruchs von Homogenität, Kontinuität und dem Beharren auf der antiken Bildsprache geprägt.
Alle Renaissancen der abendländischen Kunst, seien es die karolingische, die ottonische oder die der Frühen Neuzeit, verdanken der byzantinischen Kunst deshalb wesentliche Impulse. Der Buchmalerei kam dabei eine wesentliche Mittlerrolle zu, denn nur das Medium Buch gelangte unmittelbar in den Westen und konnte dort in den Skriptorien kopiert werden. Teilweise waren byzantinische Künstler auch in den abendländischen Ateliers tätig.
Mit dem Exarchat von Ravenna und dem Katepanat Italien besaß Byzanz noch bis in das 8. Jahrhundert wichtige Brückenköpfe im Westen. Später lief der kulturelle Austausch über die Republik Venedig, einen bedeutenden Verbündeten und Handelspartner. Erst mit der Zerschlagung des byzantinischen Reichs durch den vierten Kreuzzug, bei dem gegen den Protest des Papstes Innozenz III. Konstantinopel 1204 eingenommen und geplündert wurde und durch den die byzantinische Kunst einen erheblichen Einbruch erlebte, brachen die Kontakte weitgehend ab. Eine weitere Folge war die Zerstückelung.
Während die Slawen im Norden und Osten im 9. und 10. Jahrhundert christianisiert und unter den Einfluss Konstantinopels gebracht werden konnten, stellten im Osten und Süden Angriffe zunächst der Perser, dann der Araber sowie der Bulgaren, Mongolen und Türken eine ständige Bedrohung dar. Nach Jahrhunderten des Existenzkampfes ging das Byzantinische Reich 1453 mit dem Fall Konstantinopels schließlich unter. Viele byzantinische Gelehrte flohen in der Folge mit zahlreichen antiken und byzantinischen Büchern nach Italien. In Konstantinopel fiel ein Großteil der Kunstwerke den Plünderungen und Zerstörungen der Eroberer zum Opfer.

## Konstantinopel und das byzantinische Reich

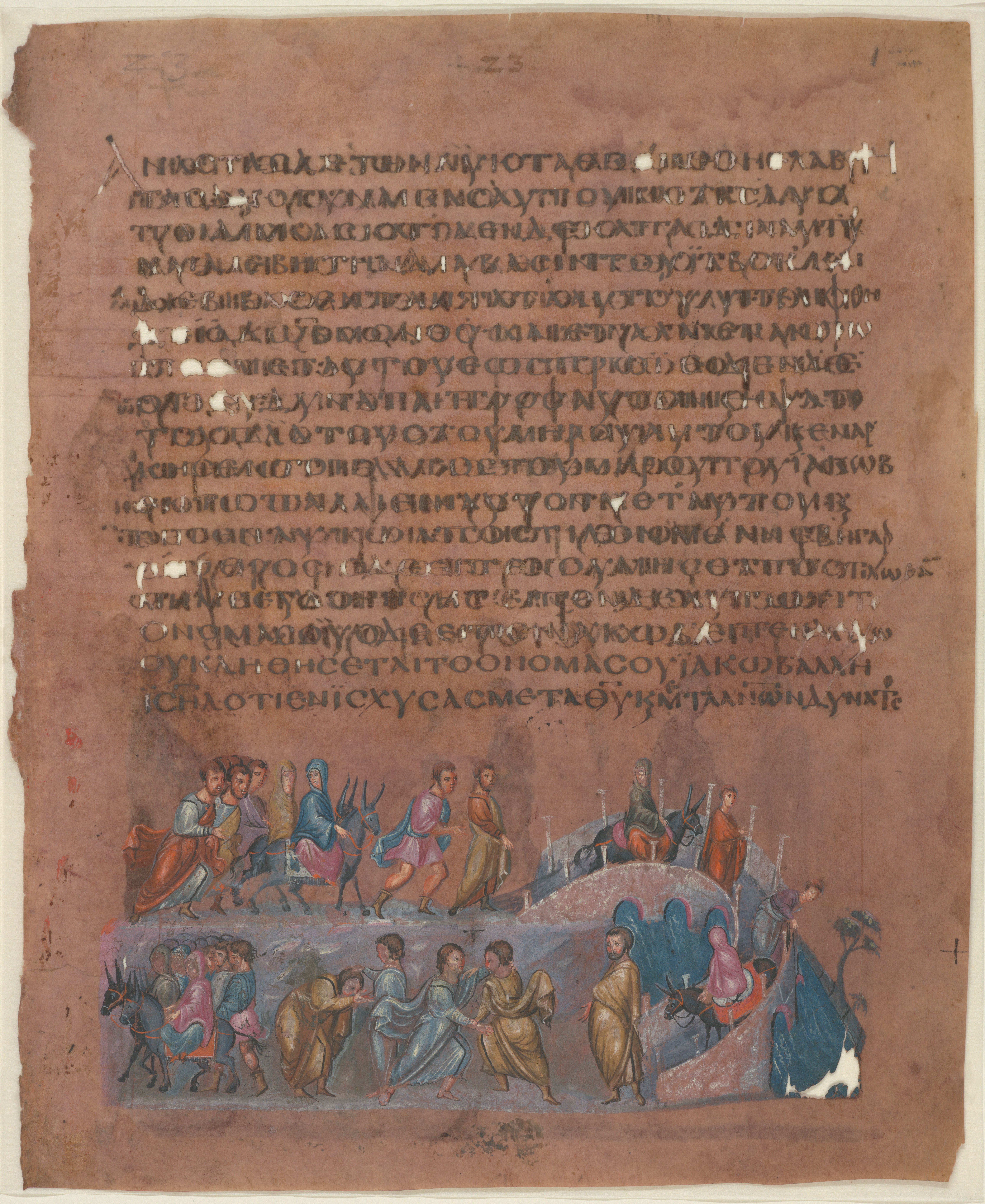
Wiener Genesis (Konstantinopel, Anfang des 6. Jahrhunderts, Geschichte Jakobs).

Stilistisch sind antike und byzantinische Kunst nicht deutlich voneinander zu trennen. Üblicherweise wird die Epoche Justinians I. (527–565) als Beginn und erster Höhepunkt der byzantinischen Kunst betrachtet, da nun Konstantinopel das bestimmende Sammelbecken für alle künstlerischen Kräfte des gesamten Reiches wurde, die im Kaiser ihren bedeutendsten Auftraggeber hatten. Die als Justinianische Renaissance bezeichnete Epoche war von einer produktiven renovatio der klassischen Formensprache gekennzeichnet, die die verschiedenen Strömungen der nachantiken Kunst zu einer Einheit verschmolz. Der ästhetische Charakter der justinianischen Kunst blieb für die byzantinische Kunst für Jahrhunderte vorbildhaft.

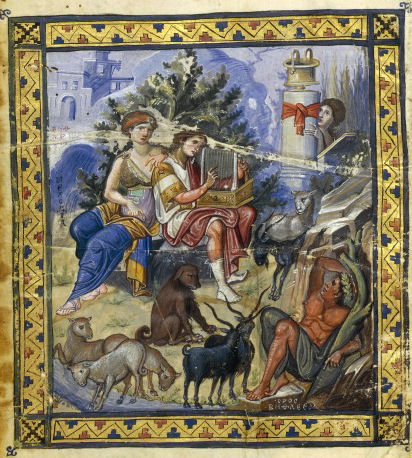
Pariser Psalter, (Konstantinopel, um 975): David von Personifikationen und Tieren umgeben.

In der Zeit des byzantinischen Bilderstreits im 8. und 9. Jahrhundert beschränkte sich die liturgische Buchmalerei auf Kreuze und Ornamente. Nur vereinzelt sind religiöse illustrierte Handschriften überliefert, so der wohl zwischen 780 und 815 zu datierende Chludow-Psalter, der möglicherweise im Umfeld des Patriarchen Nikephoros von Konstantinopel mit polemischen Randfiguren entstand. Die Illustration weltlicher Themen war dagegen vom Ikonoklasmus anscheinend nicht betroffen. Dennoch riss die Tradition so weit ab, dass Illustrationen kirchlicher Bücher nach 843 mit steifen Figuren, maskenhaften Gesichtern und linearem Faltenstil zunächst nicht an die frühere Qualität anschließen konnten.

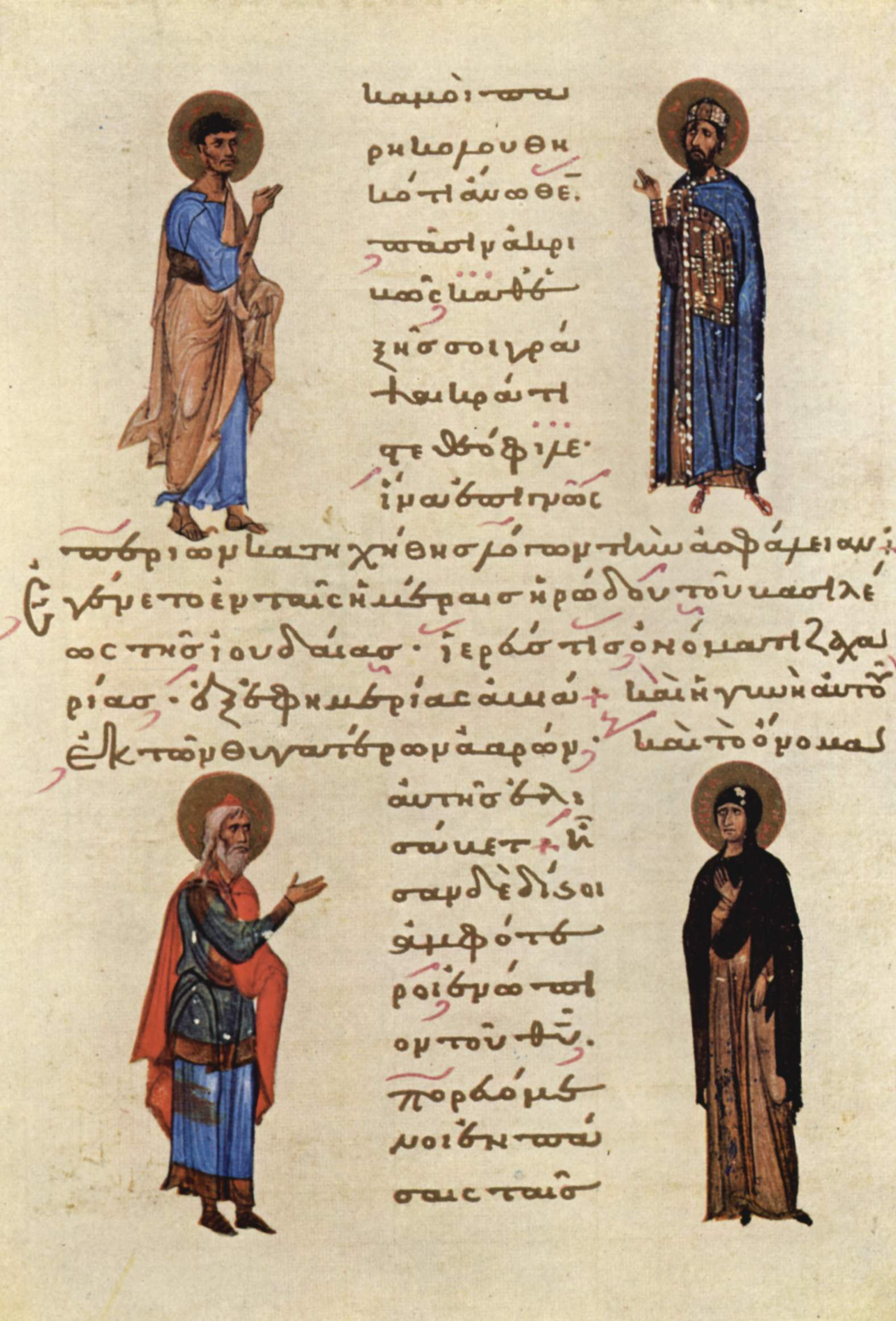
(Konstantinopel, um 1020, Vier Heilige).

Nach dem Bilderstreit griffen die Illustratoren wieder auf den Fundus illustrierter Bücher aus der spätantik-frühchristlichen Zeit zurück. Neuer Auftrieb erfasste die Buchmalerei seit Basileios I. unter der makedonischen Dynastie, nach der diese Kunstepoche die Bezeichnung „Makedonische Renaissance“ erhielt. Das 10. Jahrhundert brachte Meisterwerke hervor, deren Merkmale Landschaftsdarstellungen mit Atmosphäre, ausdrucksvolle, malerisch durchgestaltete Gesichter und ein klassischer Figurenkanon waren. Den individuell gestalteten Illustrationen gelang es dabei, eigene Schöpfungen im Geist der Antike zu schaffen, ohne überkommene Vorlagen sklavisch zu kopieren.
Um das Jahr 1000 verließ die byzantinische Buchmalerei den aus der Antike übernommenen naturalistischen und eleganten Stil der makedonischen Renaissance. Der sich nun durchsetzende Modus ist von scharf konturierten Gesichtern und Gewändern, manierierten Bewegungen, unorganischen, überlangen Gestalten, wirklichkeitsfernen Landschaften und Architekturen sowie einem weitgehenden Verzicht auf Körperlichkeit und Raumtiefe geprägt.

## Einflussbereiche der byzantinischen Kunst
Die byzantinische Tradition wird bis heute vor allem durch die orthodoxen und altorientalischen Kirchen verkörpert, die unmittelbar auf dem byzantinischen Ritus beruhen.

### Vorderasien

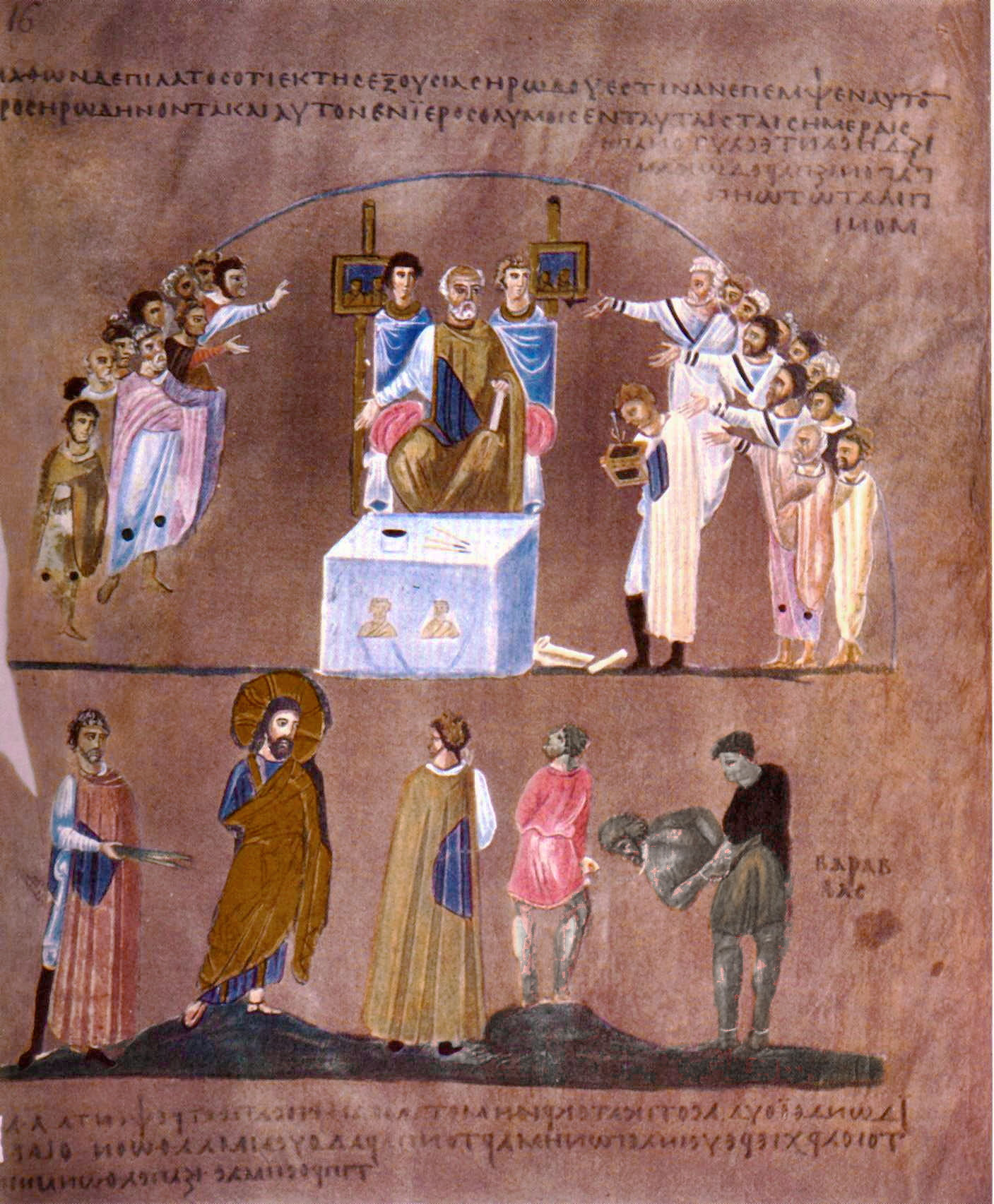
Codex purpureus Rossanensis, 8v (6. Jahrhundert).

Ein Beispiel für die stilistische Kontinuität zwischen spätantiker und vorislamischer syrischer Buchmalerei ist der im 6. Jahrhundert entstandene Codex purpureus Rossanensis. In Zagba in Mesopotamien entstand 586 das Rabbula-Evangeliar, dessen Illustrationen sich durch ihre lineare Flächigkeit von der byzantinischen Kunst unterscheiden. Bestimmend für die nachfolgende Buchmalerei waren Kanontafeln, bis im 11. Jahrhundert wieder figürliche Illustrationen einsetzten, die im Wesentlichen von Byzanz, daneben aber auch von der islamischen Buchkunst und der Kunst der Kreuzfahrerstaaten beeinflusst waren. Die Entwicklung eines einheitlichen syrischen Stils wurde durch die Aufsplitterung der christlichen Minderheiten in Jakobiten, Maroniten, Melchiten und Nestorianer verhindert.

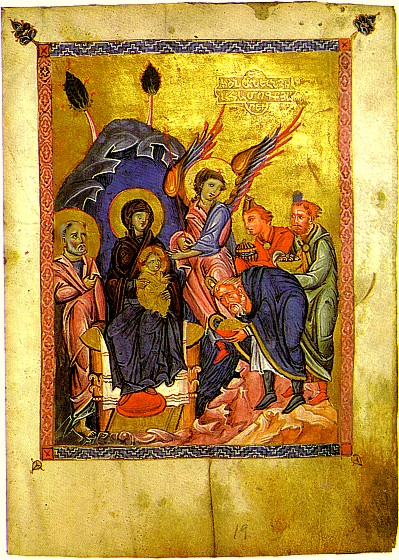
Evangelium von Malat'ya (Armenien, 1267–68).

Auch die frühe armenische Buchmalerei ist eine orientalische Variante der byzantinischen Kunst, die von der syrischen aber auch von der koptischen und vereinzelt von der westlichen Malerei beeinflusst worden ist. Von einem Fragment eines Evangeliars, das möglicherweise aus dem 7. Jahrhundert stammt, abgesehen, setzt die Überlieferung im 10. Jahrhundert in stärkerem Umfang ein. Im 11. Jahrhundert bilden sich Buchmalerschulen unter anderem in Turuberan, Sebaste und möglicherweise eine Hofschule in Kars heraus. Aus dem 12. Jahrhundert sind wenige Bilderhandschriften erhalten, deren sehr linearer Stil einen schwindenden Einfluss Byzanz’ zeigt. Die Manuskripte des 13. Jahrhunderts weisen sehr starke Differenzen und unterschiedlichste Einflüsse auf. Der überragende armenische Buchmaler war Toros Roslin, von dem aus den Jahren 1256–1268 sieben signierte Handschriften überliefert sind, von denen fünf im armenischen Patriarchat Jerusalem entstanden. Sechs weitere Handschriften werden ihm aufgrund der hohen Qualität zugeschrieben. Im 13. und 14. Jahrhundert folgte diesem Höhepunkt eine Aufsplitterung in die unterschiedlichsten Stilformen.
In Georgien, das nominell unter byzantinischer Oberhoheit stand, war der byzantinische Einfluss besonders dominant. Erste illuminierte Handschriften stammen aus dem 9. und 10. Jahrhundert. Mit dem Niedergang Byzanz’ sank auch die georgische Buchmalerei auf ein bescheidenes, provinzielles Niveau ab.

### Balkan und Altrussland

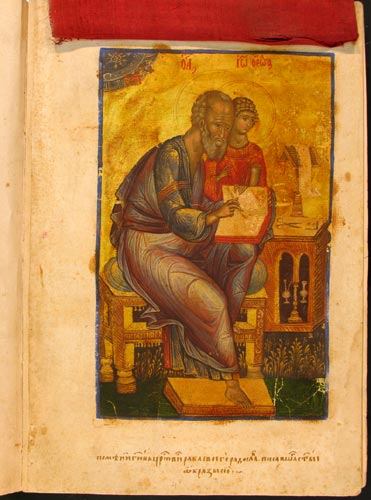
Radoslav-Evangelium (Dalsa, 1429).

Die überlieferte serbische Buchmalerei setzt gegen Ende des 12. Jahrhunderts ein und mischte die Kultureinflüsse Byzanz’ und des lateinischen Westens. Im 14. Jahrhundert wandte sich die Kunst Serbiens ganz Byzanz zu und erreichte gleichzeitig ihre höchste Blüte.
Die bulgarische Buchmalerei erlebte unter Zar Iwan Alexander im 14. Jahrhundert in der Schule von Tarnowo ihre zweite Blüte in einem sehr stark byzantinisierenden Stil, nachdem bis dahin zumeist rein ornamental gestaltete Illuminationen geschaffen worden waren. Im 15. Jahrhundert, nach der Eroberung Bulgariens durch die osmanischen Türken, verschwindet die figürliche Malerei erneut aus der bulgarischen Buchmalerei und die Illuminationen beschränken sich bis in das 16. Jahrhundert wieder auf kunstvolle Ornamentik und traditionelle zoomorphe Motiven aus den Zeiten des Ersten Bulgarenreichs.
Rumänische Illuminationen tauchen erst um 1400 auf und sind ganz der spätbyzantinischen Kunst zuzurechnen. Unter Stefan dem Großen entstanden um 1500 die Meisterwerke der rumänischen Buchkunst.
In Altrussland entstand aus der Rezeption byzantinischer Buchmalerei ein eigener Stil. Wichtige Kunstzentren der frühen russischen Buchmalerei waren Nowgorod und Kiew. Ansätze einer Rezeption westlicher Buchkunst konnten sich aufgrund von Mongoleneinfällen und von Annexionen durch Litauen im 13. und 14. Jahrhundert nicht entfalten. Um 1200 traten Produktionszentren in Rostow, Jaroslawl, Susdal und andernorts in Erscheinung.

### Kopten
Hauptartikel: Koptische Kunst

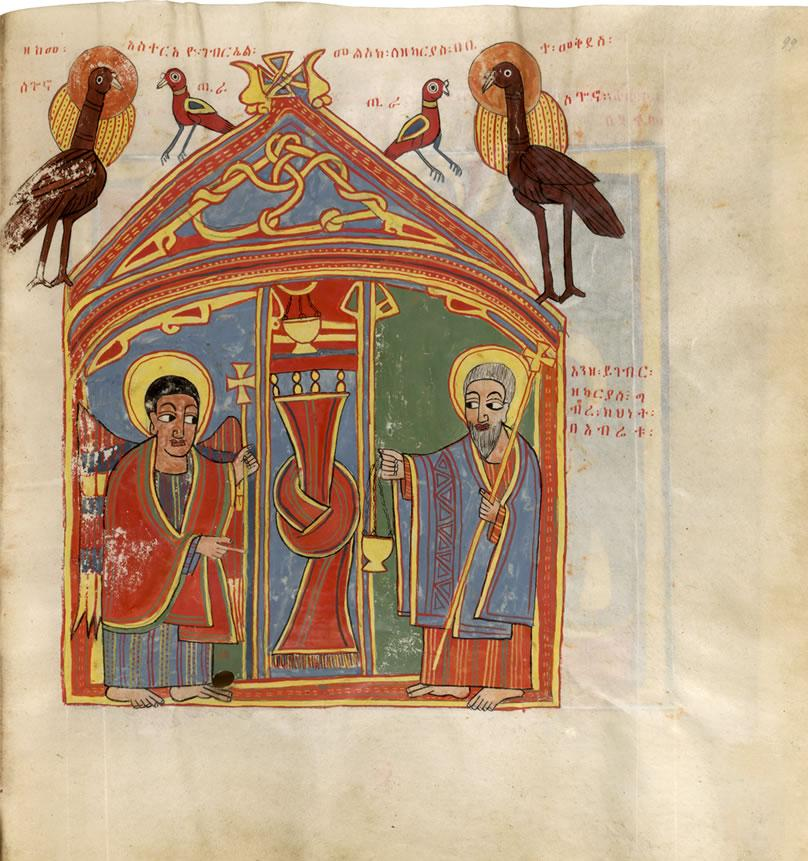
Koptische Bibel (um 1700), Verkündigung an Zacharias.

Aus ägyptischer Tradition entwickelte sich in Nubien und Äthiopien die christliche Kunst der Kopten. Von der byzantinischen Malerei beeinflusst, blieb sie durch ihre Rand- oder Inselposition, zumal nach der Invasion der Araber 641, im Wesentlichen isoliert und abgeschottet. Ein 1180 in Damiette illustriertes Evangeliar zeigt, dass auch Einflüsse der arabischen Kunst auf die koptische Buchmalerei einwirkten.
In Stilkontinuität zu vereinzelten weltlichen Papyrusfragmenten des 5. Jahrhunderts ist aus dem 7. Jahrhundert die erste christliche Buchmalerei in Form einer Hiob-Darstellung überliefert. Oberägyptischen sahidischen Manuskripten des 8. bis 10. Jahrhunderts sind strenge Frontalität, reine Flächigkeit, linearer Faltenstil und Gesichter mit großen, starren Augen gemeinsam. Ein häufiges ikonographisches Motiv dieser Handschriften ist die Maria lactans. Diese fehlt den späteren bohairischen Manuskripten aus Unterägypten völlig. Diese Buchmalerei erlebte ihre Blüte, als sie vom späten 12. bis Ende des 13. Jahrhunderts von der byzantinischen Kunst beeinflusst wurde.

## Belege
1. ↑  Paris, Bibliothèque nationale, Ms. gr. 139, 1v.
2. ↑  Moskau, Hist. Mus. MS. gr.129d.
3. ↑  LexMa Sp. 868.
4. ↑  So das Manuskript Princeton, University Library, Ms. Garett 6.
5. ↑  Paris, Bibliothèque Nationale.
6. ↑  Florenz, Laurenziana, Plut. I, 56.
7. ↑  Jerewan, Matendaran, Ms. 10675.
8. ↑  LexMA, Sp. 881.
9. ↑  LexMA, Sp. 882.
10. ↑  Sankt Petersburg, Russische Nationalbibliothek.
11. ↑  British Library Add. MS 59874
12. ↑  Paris, Bibliothèque nationale, Ms. copte 13.
13. ↑  Neapel, Bibl. Naz., Ms. I.B. 18.